# レインボーシート
レインボーシートとは、日本エアシステム（JAS  現・日本航空）が国内線にボーイング777を導入したときにスーパーシートと普通席（エコノミークラス）の中間にあたるクラスとして設置したものである。
2007年12月に日本航空が東京/羽田 - 大阪/伊丹線に「国内線ファーストクラス」を導入するまでは、日本の国内線でミドルクラスの座席が提供された唯一のケースであった。
利用料金は当初2,500円であったが、ミドルクラスの価値があまり理解されなかったこともあり、利用は伸びなかった。このため、1,000円という思い切った料金に値下げしたところ、ビジネス客を中心に利用が伸びてゆき、末期にはレインボーシートの指名買いも多くなり、元々の供数が少ない事と相まってエコノミークラスより先に満席になる事も多かった。
2002年にJASと日本航空（現・日本航空）の経営が統合された後、一旦は廃止となった。その後クラス Jの発足時に同座席の扱いになった。また、このレインボーシートがクラス Jの起源という説もある。この座席配置は「W91」と呼ばれていた（ファーストクラス設置機材は「W14」）。

## レインボーシートのスペック
- シートピッチ　970mm
- フットレスト（ただし最前列3番のシートのみレッグレスト）
- 座席配列　2-4-2

フットレストは前の座席に取り付けてあったため、最前列のシートだけはレッグレストであった。この座席は身体障害者や高齢者などに優先して割り当てられていた。

## レインボーシートのサービス
- ボーナスマイル（200マイル）
- 手荷物の優先引き渡し（優先順位はスーパーシートの次。専用タグが用意されていた）
- 茶菓サービス（1999年に廃止）
- コート預かり（非公式）
- 全席液晶モニター付き（機内放送、音楽番組、新作映画紹介の他、一部機体ではテトリスなどの簡単なゲームも出来た）

200マイルのボーナスマイルは当時の他社のスーパーシートのボーナスマイルと比較しても破格の待遇であった。

## JAL/JAS統合後のレインボーシート
レインボーシートは2003年4月のJALとJASの統合ダイヤ発足時に廃止されている。前年の8月に発行された統合後のマイレージサービスを説明したリーフレットにはレインボーシートの扱いが明記されており（区間マイルの15%のボーナスマイルが付与されるという記述がある）、廃止が決まったのはその後ということになる。
統合ダイヤ発足後はそのまま普通席に格下げされ、「乗り得座席」として人気が高く、2カ月前の予約開始時刻に予約を入れるかJALグローバルクラブの会員にならないとなかなか指定できなかった。
2004年のクラス J発足により、旧レインボーシートはそのままクラス Jの座席となった。なお、旧スーパーシートもクラス Jの座席として提供されているため、こちらが「乗り得座席」とされていた。
2012年10月27日限りで旧レインボーシートを装備する「W91」は消滅し、全て国内線ファーストクラスを装備する「W14」に改修された。最後まで残った機体はJA009D。